# Vanneaugobius canariensis
Vanneaugobius canariensis es una especie de peces de la familia de los Gobiidae en el orden de los Perciformes.

## Morfología
Los machos pueden llegar a alcanzar los 4,3 cm de longitud total.

## Hábitat
Es un pez de Mar y, de clima tropical y demersal que vive entre 9-45 m de profundidad.

## Distribución geográfica
Se encuentra en el Atlántico oriental:  Madeira las Islas Canarias y Guinea.

## Observaciones
Es inofensivo para los humanos.